# Katharina Otto-Bernstein
Katharina Otto-Bernstein (* 1964 in Hamburg als Katharina Otto) ist eine deutsch-US-amerikanische Filmemacherin und Miterbin der Otto Group.

## Privates
Otto-Bernstein wurde 1964 in Hamburg als viertes Kind des Unternehmers Werner Otto und Maren Stücken geboren. Ihre Geschwister und Halbgeschwister sind Ingvild Goetz, Michael Otto, Frank Otto und Alexander Otto. Sie ist mit dem Kunsthändler Nathan Bernstein verheiratet, der in New York eine Kunstgalerie betreibt. Zusammen haben sie zwei Kinder.
Seit dem Tod ihres Vaters hält sie Beteiligungen an amerikanischen Immobilienunternehmen und ihr Vermögen wird auf 3,8 Milliarden Euro geschätzt.

## Karriere
Während ihres Grundstudiums arbeitete Otto-Bernstein für Town & Country und schrieb eine Lifestyle-Kolumne für die deutsche Ausgabe der Vogue. 1989, während ihres Studiums im Graduiertenprogramm für Film an der Columbia University, wurde sie vom britischen Regisseur Don Boyd engagiert, um an einem Ost-West-Thriller zu arbeiten. Als das Filmteam in Berlin eintraf, wurde Otto-Bernstein Zeugin des Falls der Berliner Mauer und der Wiedervereinigung von Ost- und Westdeutschland. Dieses Ereignis inspirierte sie zur Regie der Fernsehdokumentation Coming Home (1990), die sich auf die Wiedervereinigung deutscher Familien konzentriert. Sie veröffentlichte zudem die Interview-Sammlung In the Shadow of the Wall, die Gespräche mit Persönlichkeiten der DDR enthält, darunter die Geheimdienstagenten Günter Guillaume und Ursula Kuczynski (alias „Rote Sonja“).
Nach ihrer Rückkehr in die USA führte Otto-Bernstein Regie bei der Komödie The Second Greatest Story Ever Told (1992) mit Mira Sorvino und Malcolm McDowell in den Hauptrollen; bei der Fernsehdokumentation The Need for Speed: Bicycle Messengers in New York (1993); sowie bei den US-Segmenten der Dokumentationen When Night Falls Over Moscow – Arms Dealing in the Former Soviet Union und The Industrialists Hall of Fame (1993).
Otto-Bernsteins Film Beautopia hatte 1998 Premiere beim Sundance Film Festival. Der Film befasst sich mit der Modeindustrie und zeigt Persönlichkeiten wie Claudia Schiffer, Kate Moss, Cindy Crawford, Naomi Campbell, Karl Lagerfeld und Calvin Klein. Beautopia wurde für den Hauptpreis beim Sundance Festival nominiert und gewann den Silbernen Hugo beim Chicago International Film Festival. Janet Maslin von der New York Times beschrieb den Film als „eine großartige und lebendige feministische Analyse“.
Im Jahr 1998 traf Otto-Bernstein den US-amerikanischen Theater- und Opernregisseur Robert Wilson (Einstein on the Beach, The Black Rider, Lohengrin) auf einer Cocktailparty. Dieses Treffen führte zu einer siebenjährigen Zusammenarbeit an dem Biopic Absolute Wilson. Der Film zeigt Mitwirkende wie Philip Glass, David Byrne, Tom Waits, Jessye Norman und Susan Sontag in einem ihrer letzten Interviews. Absolute Wilson feierte 2006 Premiere bei den Internationalen Filmfestspielen Berlin und wurde auf verschiedenen internationalen Festivals gezeigt. Er erhielt den Preis „Art Film of the Year“ von Art Basel. Kirk Honeycutt vom The Hollywood Reporter schrieb: „Ein Künstler wie Robert Wilson, der auf solch bahnbrechender, internationaler Ebene arbeitet, verdient eine Dokumentation wie Absolute Wilson.“ A. O. Scott von der New York Times stellte fest: „Absolute Wilson lässt einen wünschen, man wäre dabei gewesen. Frau Otto-Bernstein hat heldenhafte Arbeit geleistet.“ Zudem schrieb sie das Kapitel Absolute Watermill für das Buch Robert Wilson: The Watermill Center: A Laboratory for Performance. Ihre Kurzgeschichte Dog Days erschien in der Sammlung No Better Friend: Celebrities and the Dogs They Love, herausgegeben von Elke Gazzara.
Otto-Bernstein arbeitete 2013 als Dramaturgin beim Ballett Fables for Global Warming der Choreografin Karole Armitage. 2016 führte sie Regie und produzierte Mapplethorpe: Look at the Pictures, ein Porträt des amerikanischen Künstlers Robert Mapplethorpe. Der Film feierte Premiere beim Sundance Film Festival und der Berlinale. Er wurde weltweit im Kino veröffentlicht und am 4. April 2016 auf HBO ausgestrahlt. Der Film wurde für zwei Emmy Awards, zwei Critics’ Choice Movie Awards, einen Cinema Eye Honors Award, einen Realscreen Award, einen GLAAD Media Award und einen Grierson Award nominiert. 2018 war Otto-Bernstein Executive Producerin von The Price of Everything, einem Dokumentarfilm über Kunst im Kontext der Konsumgesellschaft. Der Film hatte Premiere beim Sundance Film Festival, wurde im Oktober veröffentlicht und später auf HBO ausgestrahlt. 2019 war sie Co-Produzentin der Amazon-Prime-Serie Für umme. Im Jahr 2021 war sie Co-Produzentin des Spielfilms Maalsund mit Ulrich Tukur und Sibel Kekilli, produziert für den WDR.
Otto-Bernstein ist Mitbegründerin der Produktionsfirma Film Manufacturers Inc., einer internationalen Firma mit Sitz in New York und München, die fiktionale und dokumentarische Inhalte entwickelt und produziert. Sie sitzt im Hochschulrat der Columbia University School of the Arts.

## Filmografie (Auswahl)
- 1993: The Need for Speed, Bicycle Messengers in New York (Regie, Produktion, Buch)
- 1996: The Second Greatest Story Ever Told (Fernsehfilm, Regie, Produktion)
- 1998: Beautopia (Regie, Buch, Produktion)
- 2006: Absolute Wilson (Regie, Buch, Produktion)
- 2015: Bears Discover Fire (Kurzfilm, Produktion)
- 2016: Mapplethorpe: Look at the Pictures (Produktion)
- 2018: The Price of Everything (Produktion)
- 2018: Del Rio (Kurzfilm, Produktion)
- 2019: Für umme (Fernsehserie, 11 Folgen, Produktion)
- 2021: Meeresleuchten (Fernsehfilm, Produktion)
- 2022: Joyland (Produktion)
- 2024: Crossing the River: From Poland to Paradise (Kurzfilm, Produktion)
- 2024: Obraza (Kurzfilm, Produktion)
- 2024: Oh Canada (Produktion)
- 2024: Aria (Kurzfilm, Produktion)
- 2025: The Last Spy (Regie, Buch, Produktion)

## Auszeichnungen (Auswahl)
- 1997: Chicago International Film Festival in der Kategorie Bester Dokumentarfilm für Beautopia
- 1998: Sundance-Film-Festival-Nominierung für den Hauptpreis für Beautopia
- 2006: Internationales-Filmfestival-Warschau-Nominierung in der Kategorie Bester Dokumentarfilm für Absolute Wilson
- 2016: Primetime-Emmy-Nominierung in der Kategorie Bester Dokumentarfilm für Mapplethorpe: Look at the Pictures
- 2017: Cinema-Eye-Honors-Nominierung in der Kategorie Bester Fernseh-Dokumentarfilm für Mapplethorpe: Look at the Pictures
- 2019: Primetime-Emmy-Nominierung in der Kategorie Bester Kunst-Dokumentarfilm für The Price of Everything